# Bremangerlandet
Bremangerlandet est une île côtière de la commune de Bremanger en Norvège, dans le comté de Sogn og Fjordane.
D'une surface de 153 km2, c'est la plus grande île du comté. Son point culminant est à 889 m d'altitude, proche des falaises de Hornelen. Elle est située à l'extrémité du Nordfjord. La population du village de Bremanger était de 366 habitants en 2012, le village de Berle sur la côte est de l'île avait 135 habitants en 2001.

## Galerie

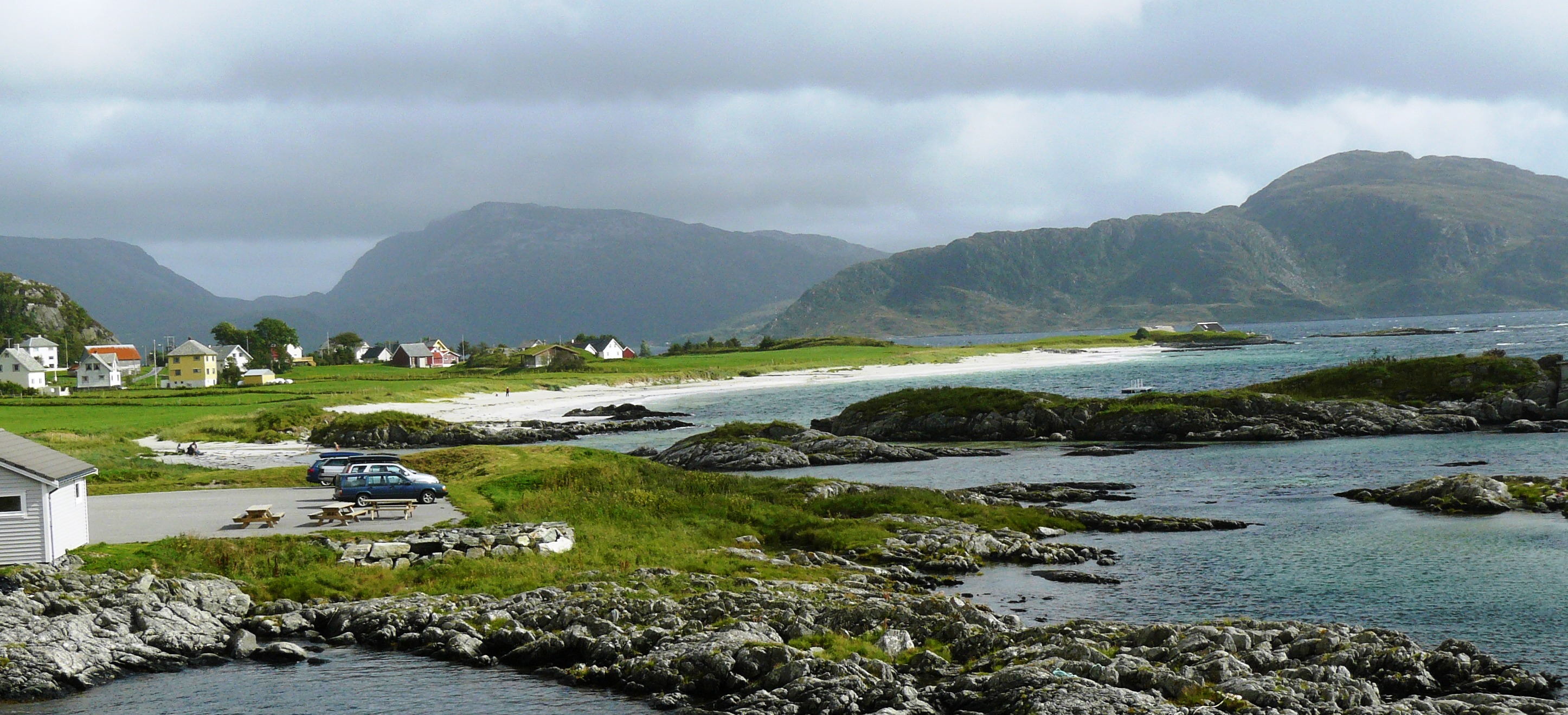
Plage de Grotle.
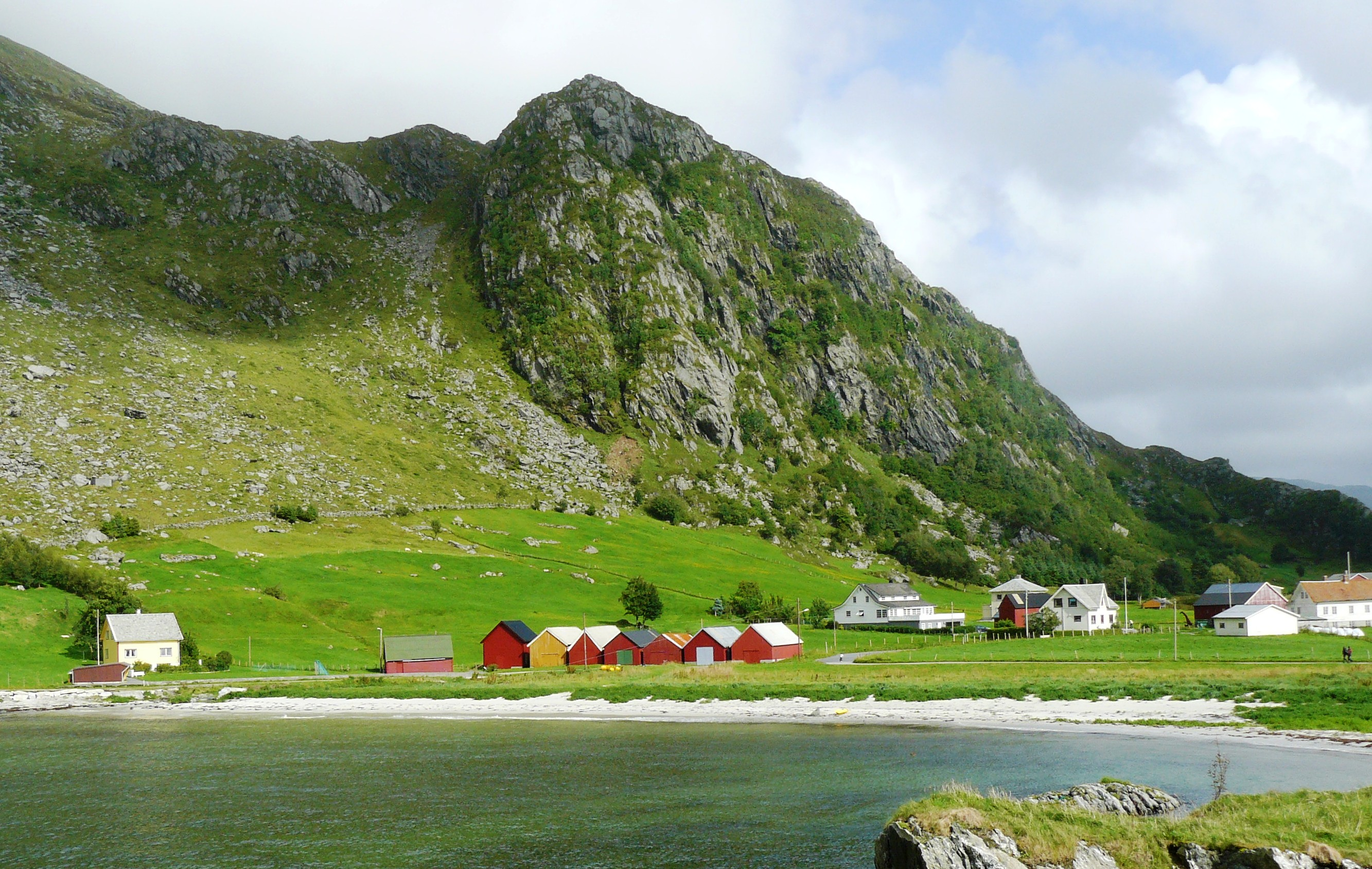
Grotlesanden.